# Dilocarcinus pagei
Dilocarcinus pagei är en kräftdjursart som beskrevs av William Stimpson 1861. Dilocarcinus pagei ingår i släktet Dilocarcinus och familjen Trichodactylidae. IUCN kategoriserar arten globalt som livskraftig. Inga underarter finns listade i Catalogue of Life.